# Katapult (album)
Katapult è un album in studio del gruppo musicale finlandese Circle, pubblicato nel 2007.

## Tracce
1. Saturnus Reality – 2:47
2. Torpedo Star Throne – 3:40
3. Black Black Never Never Land – 4:40
4. Understanding New Age – 4:17
5. Tree on the Higher Mountain – 3:57
6. Four Points of the Compass – 4:35
7. Fish Reflection – 3:34
8. Skeletor Highway – 4:55
9. Snow Olympics – 6:30